# Doppler foetus monitor

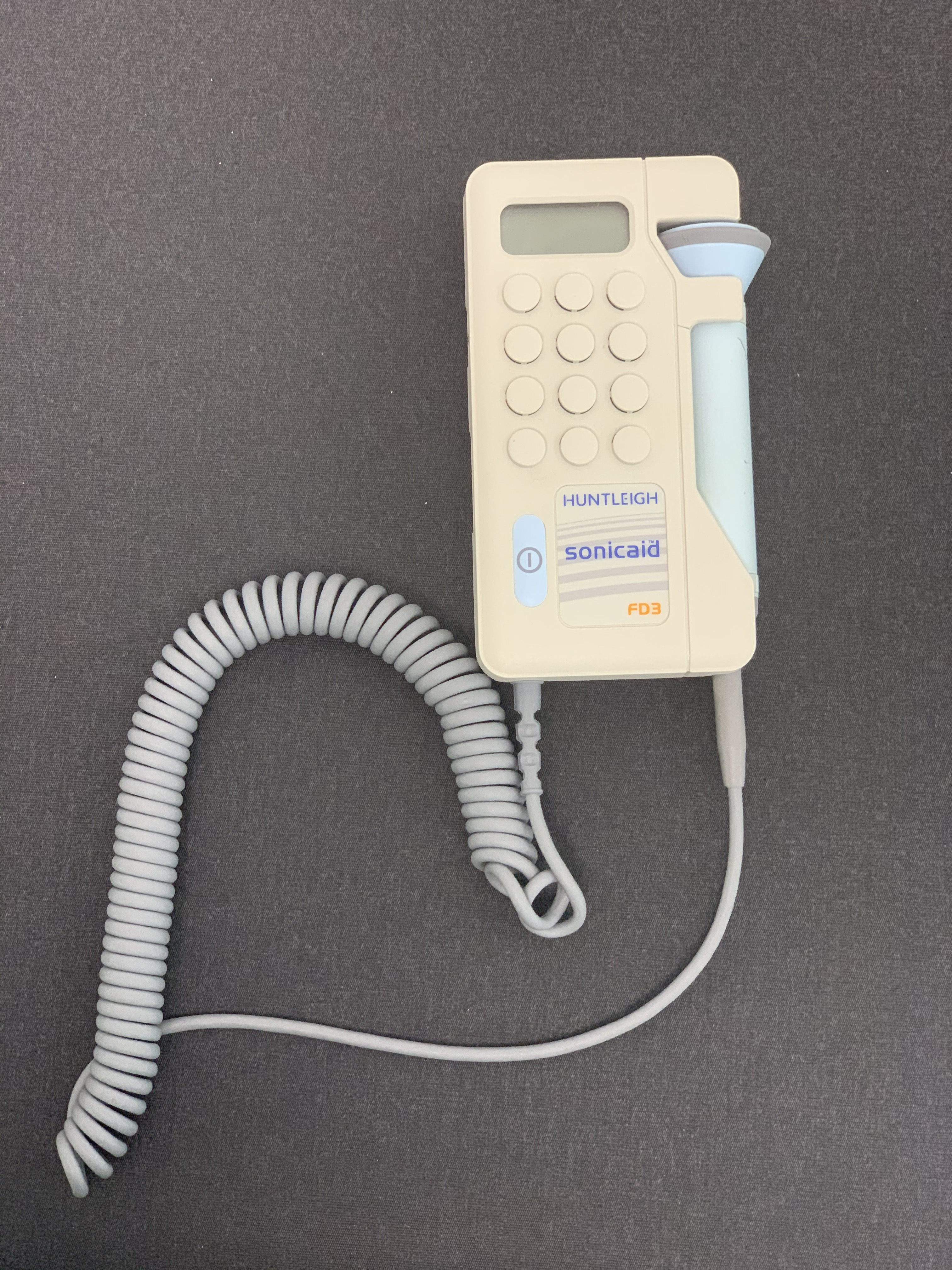
Afbeelding van een Sonicaid, de originele Doppler foetus monitor

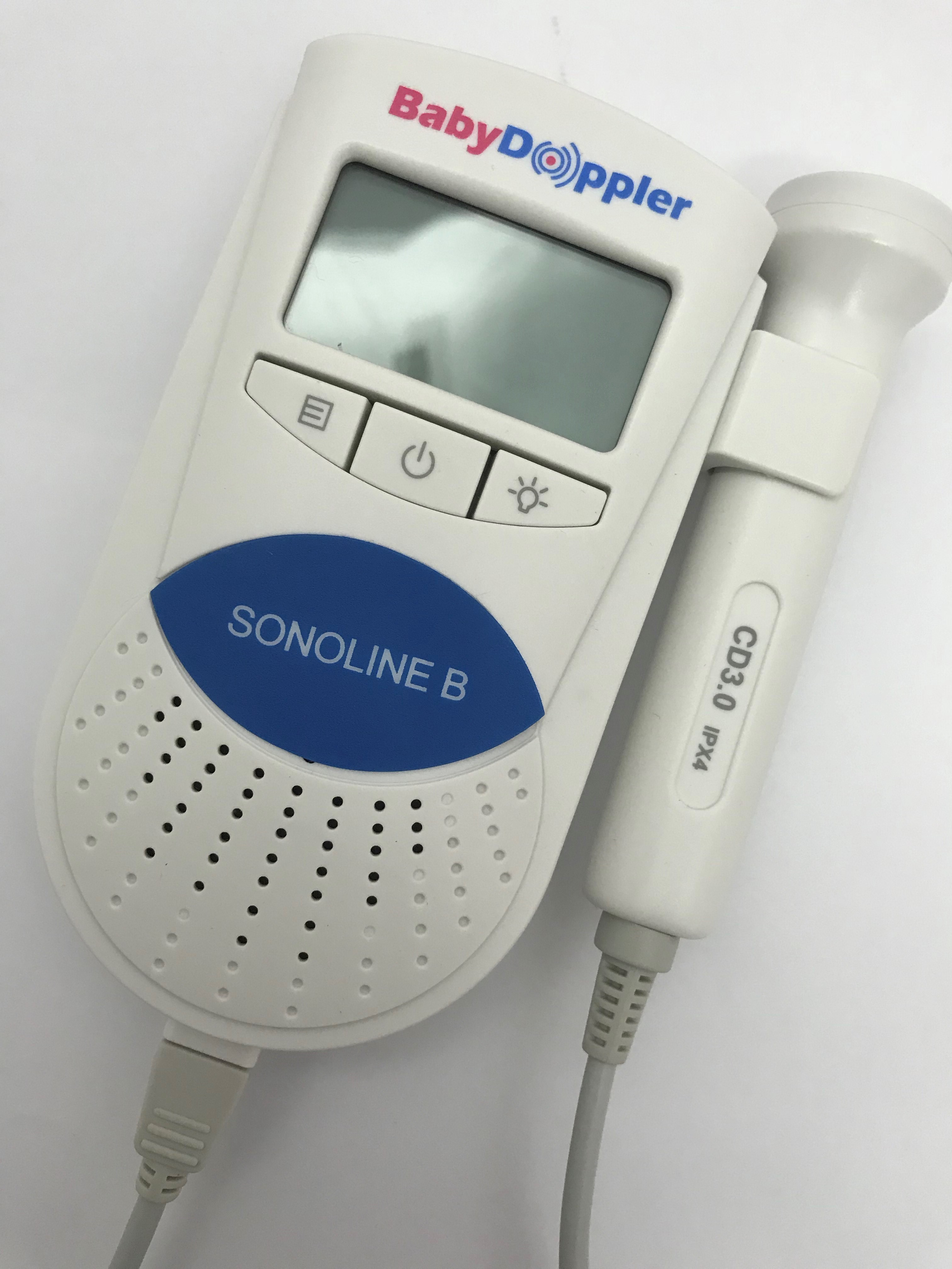
Foetale hartslag- en activiteitsmonitor - Baby Doppler

De Doppler foetus monitor is een draagbare echografietransducer die wordt gebruikt om de hartslag van de foetus te meten bij prenatale zorg middels ultrageluid. De geluidsgolven van de Doppler weerkaatsen op de trillingen van de bloedsomloop van de foetus, waardoor het geluid van de hartslag kan worden opgevangen. De verloskundige weet precies waar naar geluisterd moet worden, en wanneer er verder onderzoek nodig is. De monitor wordt vooral door verloskundigen gebruikt. Het gebruikt het Dopplereffect voor een hoorbare simulatie van de hartslag. Sommige modellen geven de hartslag ook weer in slagen per minuut. Het gebruik van deze monitor wordt soms Doppler-auscultatie genoemd. De Doppler foetale monitor wordt gewoonlijk eenvoudigweg een Doppler genoemd. Het kan worden geclassificeerd als een vorm van Doppler-echografie (hoewel het meestal niet technisch gezien -grafie is, maar eerder geluidgenererend).
Doppler-foetale monitoren bieden informatie over de foetus die vergelijkbaar is met die van een foetale stethoscoop. Een voordeel van de Doppler foetale monitor ten opzichte van een (puur akoestische) foetale stethoscoop is de elektronische audio-uitgang, waardoor andere mensen dan de gebruiker de hartslag kunnen horen.
Het apparaat werd in 1958 uitgevonden door Dr. Edward Harry Gee Hon (1917–2006).

## Typen
Dopplers voor thuis- of ziekenhuisgebruik verschillen als volgt:
- Fabrikant: populaire fabrikanten Baby Doppler, Sonoline, Ultrasound Technologies, Newman Medical, Nicolet (verkocht door Natus), Arjo-Huntleigh en Summit Doppler (nu Cooper Surgical).
- Sondetype: waterdicht of niet. Waterdichte sondes worden gebruikt voor bevallingen in water.
- Sondefrequentie: 2-Megahertz (MHz) of 3-MHz sondes. De meeste artsen kunnen de hartslag met beide sondes vinden. Een 3-MHz sonde wordt aanbevolen om een hartslag te detecteren in de vroege zwangerschap (8-10 weken zwangerschap gerekend vanaf de eerste dag van de laatste menstruatie). Een 2-MHz sonde wordt aanbevolen voor zwangere vrouwen met overgewicht. De EchoHeart 5-MHz transvaginale probes helpen bij het detecteren van foetale harttonen (FHT) vroeg in de zwangerschap (6-8 weken) en voor patiënten met een retroversie van de baarmoeder (achterovergekantelde baarmoeder) of tijdens de zwangerschap voor FHT-detectie bij vrouwen die obees zijn.
- Hartslagweergave: sommige Dopplers geven de hartslag automatisch weer op een ingebouwd LCD-scherm; bij andere moet de foetale hartslag door de arts worden geteld en getimed.

Een groot voordeel van het kunnen opnemen en delen van de opname is dat deze per e-mail naar een zorgverlener kan worden gestuurd om te worden gecontroleerd als er twijfels zijn over de vraag of het de hartslag van de foetus is en of deze normaal is. Meestal werken ze vanaf ongeveer 12 weken.
Als reactie op het toenemende thuisgebruik van klinische foetale dopplersystemen, heeft de FDA (Food & Drug Administration) in de Verenigde Staten een formele verklaring uitgegeven waarin het gebruik thuis wordt afgeraden.Dopplers die gebruikmaken van 2-3 MHz-ultrasound zijn voorgeschreven apparaten die zijn ontworpen en ontwikkeld voor gebruik door erkende en opgeleide professionals in de gezondheidszorg. Verkeerd gebruik van het systeem (duur, hoek) en systemen die buiten het beoogde bereik werken, kunnen thermische en niet-thermische effecten op foetaal weefsel veroorzaken, waaronder de mogelijkheid van oververhitting van foetaal weefsel en het introduceren van mechanische stress op de foetus door cavitatie, stralingskracht en akoestische stroming.